# Oswego River (Ontariosee)
Der Oswego River ist ein Zufluss des Ontariosee im US-Bundesstaat New York. Literarisch verewigt wurde der Oswego in dem Lederstrumpfbuch Der Pfadfinder des amerikanischen Schriftstellers James Fenimore Cooper im Jahre 1840.

## Flusslauf
Der Oswego River entsteht am Zusammenfluss von Seneca River und Oneida River bei Three Rivers. Von dort fließt er in nördlicher Richtung und 
passiert dabei die Städte Phoenix, Fulton und Minetto.
Dabei durchfließt er die beiden Countys Onondaga und Oswego.
In der Stadt Oswego mündet er schließlich in den Ontariosee.
Seine Länge beträgt 38 km. Das Einzugsgebiet umfasst 13.266 km². 
In ihm leben 1,2 Millionen Einwohner.
Der Fluss zählt zu den mit Schadstoffen belasteten Gewässern ("Areas of Concern") im Einzugsbereich der Großen Seen.

## Namensherkunft
Der Name des Flusses leitet sich von dem Mohawk-Wort "Oswego" ab und bedeutet wörtlich: „die Mündung des Stroms“.

## Oswego Canal
Der Fluss wurde 1828 als Oswego Canal für die Schifffahrt ausgebaut und verbindet den Erie-Kanal mit dem Ontariosee. Entlang dem Flusslauf befinden sich sieben Schleusen, die in Abstromrichtung von 1 bis 8 durchnummeriert sind. Die Nummer 4 wurde dabei ausgelassen.
| Schleuse | Lage        | Höhen- differenz in m |
| -------- | ----------- | --------------------- |
| #1       | Phoenix (⊙) | 3,1                   |
| #2       | Fulton (⊙)  | 5,4                   |
| #3       | Fulton (⊙)  | 8,2                   |
| #5       | Minetto (⊙) | 5,5                   |
| #6       | Oswego (⊙)  | 6,1                   |
| #7       | Oswego (⊙)  | 4,4                   |
| #8       | Oswego (⊙)  | 3,4                   |

## Wasserkraftanlagen
Am Flusslauf des Oswego River befinden sich acht Wasserkraftwerke. Sechs davon werden von Brookfield betrieben.
Die Wasserkraftanlagen in Abstromrichtung:
| Name              | Leistung in MW | Anzahl Turbinen | Lage        | Schleuse | Betreiber      |
| ----------------- | -------------- | --------------- | ----------- | -------- | -------------- |
| Phoenix           | 3,4            | 2               | Phoenix (⊙) | #1       | Oswego Hydro   |
| Oswego Falls East | 5              | 3               | Fulton (⊙)  | #2       | Brookfield     |
| Oswego Falls West | 1              | 2               | Fulton (⊙)  | #2       | Brookfield     |
| Fulton            | 1              | 2               | Fulton (⊙)  | #3       | Brookfield     |
| Granby            | 10             | 2               | Fulton (⊙)  | #3       | Brookfield     |
| Minetto           | 8              | 5               | Minetto (⊙) | #5       | Brookfield     |
| High Dam          | 10,2           | 4               | Oswego (⊙)  | #6       | City of Oswego |
| Varick            | 6              | 4               | Oswego (⊙)  | #7 & #8  | Brookfield     |